# 트라토리아

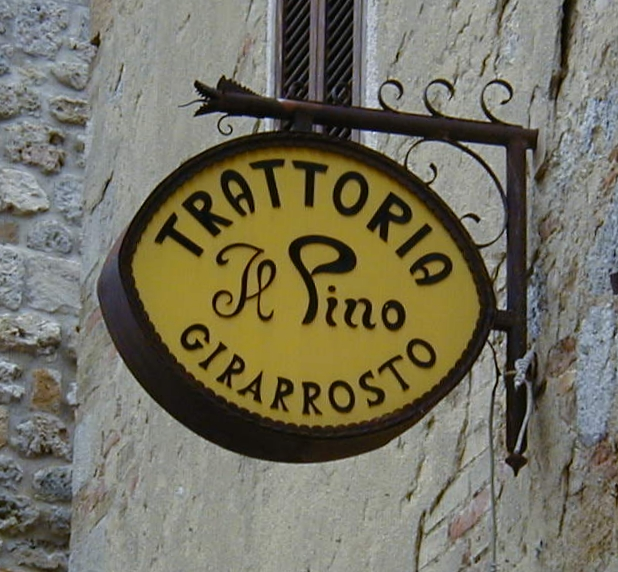
토스카나의 트라토리아 간판

트라토리아(이탈리아어: Trattoria)는 이탈리아의 식당 종류 중 하나이다. 격식으로는 리스토란테(ristorante) 보다는 낮지만, 오스테리아(osteria) 보다는 높다.

## 같이 보기
- 비스트로
- 카바레
- 태번